# جيل هاي يون
جيل هاي يون (بالكورية: 길해연)‏ هي ممثلة كورية جنوبية. ولدت يوم 22 مايو 1980 في كوريا الجنوبية.

## روابط خارجية
- جيل هاي يون على موقع IMDb (الإنجليزية)
- جيل هاي يون على موقع ألو سيني (الفرنسية)
- جيل هاي يون على موقع قاعدة بيانات الفيلم (الإنجليزية)
- جيل هاي يون على موقع كينوبويسك (الروسية)